# Irene Peacock
Irene Peacock (Firozpur, 27 juli 1892 – Johannesburg, 13 juni 1978) was een tennisspeelster uit Zuid-Afrika. Zij werd geboren als Irene Bowder.
In april 1921 speelde Peacock op de houten vloer van de Queen's Club in Londen de indoor-finale van de British Covered Court Championships, waarin zij in drie sets verloor van de Britse Dorothy Holman.
Peacock bereikte tweemaal de dubbelspelfinale op Wimbledon, eenmaal in 1921 met de Britse Winifred Geraldine Beamish, en andermaal in 1927 met landgenote Bobbie Heine.
Tussen 1924 en 1926 won zij driemaal op rij het WTA-toernooi van Johannesburg op het gravel van Ellis Park in Johannesburg en Port Elizabeth.
In 1927 won Peacock met Bobbie Heine het vrouwendubbelspel van Roland Garros. In het enkelspel aldaar verloor zij de finale van Kea Bouman.

## Resultaten grandslamtoernooien
| Legenda | Legenda                          |
| ------- | -------------------------------- |
| g.t.    | geen toernooi gehouden           |
| l.c.    | lagere categorie                 |
| –       | niet deelgenomen                 |
| G       | uitgeschakeld in de groepsfase   |
| 1R      | uitgeschakeld in de eerste ronde |
| 2R      | uitgeschakeld in de tweede ronde |
| 3R      | uitgeschakeld in de derde ronde  |
| 4R      | uitgeschakeld in de vierde ronde |
| KF      | uitgeschakeld in de kwartfinale  |
| HF      | uitgeschakeld in de halve finale |
| F       | de finale verloren               |
| W       | het toernooi gewonnen            |
| w-v     | winst/verlies-balans             |

### Enkelspel
| toernooi        | 1927 |    | 1932 |
| --------------- | ---- | -- | ---- |
| Australian Open | –    | –  |      |
| Roland Garros   | F    | –  |      |
| Wimbledon       | KF   | 2R |      |
| US Open         | –    | –  |      |

### Vrouwendubbelspel
| Australian Open | – | –  | – | –  |
| Roland Garros   | – | –  | W | –  |
| Wimbledon       | F | KF | F | 3R |
| US Open         | – | –  | – | –  |

### Gemengd dubbelspel
| Australian Open | –  | –  | –  | –  | –  |
| Roland Garros   | –  | –  | –  | –  | –  |
| Wimbledon       | KF | 3R | 1R | KF | 4R |
| US Open         | –  | –  | –  | –  | –  |